# Paul Hildgartner
 Paul-Peter Hildgartner (Chienes, 8 juni 1952) is een voormalig Italiaans rodelaar. 
Hildgartner won samen met zijn landgenoot Walter Plaikner in 1971 de wereldtitel in het dubbel. Een jaar later werd Hildgartner samen met Plaikner olympisch kampioen tijdens de spelen van 1972 in het Japanse Sapporo, individueel eindigde Hildgartner als achtste. Vier jaar later tijdens de Olympische Winterspelen 1976 in het Oostenrijkse Innsbruck viel Hildgartner uit in de individuele wedstrijd en eindigde hij samen met Plaikner als elfde in het dubbel. 
In 1978 werd Hildgartner in het Oostenrijkse Imst wereldkampioen individueel. Twee jaar later tijdens de Olympische Winterspelen 1980 in het Amerikaanse Lake Placid eindigde Hildgartner individueel als tweede achter de Oost-Duitser Bernhard Glass. 
Tijdens de Olympische Winterspelen 1984 in het Joegoslavische Sarajevo was Hildgartner de Italiaanse vlaggendrager tijdens de openingsceremonie, tijdens deze spelen won Hildgartner de gouden medaille individueel. Hildgartner werd hiermee de tweede man na Thomas Köhler die zowel olympisch kampioen en wereldkampioen werd individueel en in het dubbel. Hildgartner won in 1978-1979, 1980-1981, 1982-1983 het eindklassement individueel van de wereldbeker.

## Resultaten

### Wereldkampioenschappen
| Jaar | Plaats      | Resultaat   |
| ---- | ----------- | ----------- |
| 1971 | Olang       | dubbel      |
| 1973 | Oberhof     | dubbel      |
| 1978 | Imst        | individueel |
| 1979 | Königssee   | individueel |
| 1983 | Lake Placid | individueel |

### Olympische Winterspelen
| Jaar | Plaats      | Resultaat                          |
| ---- | ----------- | ---------------------------------- |
| 1972 | Sapporo     | 8e individueel · dubbel            |
| 1976 | Innsbruck   | uitgevallen individueel 11e dubbel |
| 1980 | Lake Placid | individueel                        |
| 1984 | Sarajevo    | individueel                        |
| 1988 | Calgary     | 10e individueel                    |

1964: Thomas Köhler ·
1968: Manfred Schmid ·
1972: Wolfgang Scheidel ·
1976: Dettlef Günther ·
1980: Bernhard Glass ·
1984: Paul Hildgartner ·
1988: Jens Müller ·
1992: Georg Hackl ·
1994: Georg Hackl ·
1998: Georg Hackl ·
2002: Armin Zöggeler ·
2006: Armin Zöggeler ·
2010: Felix Loch ·
2014: Felix Loch ·
2018: David Gleirscher ·
2022: Johannes Ludwig
1964: Josef Feistmantl / Manfred Stengl ·
1968: Klaus-Michael Bonsack / Thomas Köhler ·
1972: Paul Hildgartner / Walter Plaikner & Horst Hörnlein / Reinhard Bredow ·
1976: Hans Rinn / Norbert Hahn ·
1980: Hans Rinn / Norbert Hahn ·
1984: Hans Stanggassinger / Franz Wembacher ·
1988: Jörg Hoffmann / Jochen Pietzsch ·
1992: Stefan Krauße / Jan Behrendt ·
1994: Kurt Brugger / Wilfried Huber ·
1998: Stefan Krauße / Jan Behrendt ·
2002: Patric Leitner / Alexander Resch ·
2006: Andreas Linger / Wolfgang Linger ·
2010: Andreas Linger / Wolfgang Linger ·
2014: Tobias Wendl / Tobias Arlt ·
2018: Tobias Wendl / Tobias Arlt ·
2022: Tobias Wendl / Tobias Arlt